# سدلیشتی (ناحیه ییچین)
سدلیشتی (به چکی: Sedliště) یک منطقهٔ مسکونی در جمهوری چک است که در شهرستان ییچین واقع شده‌است.